# Дом врача В. А. Скворцова
Дом врача Скворцова — особняк в историческом центре Каменска-Уральского, Свердловской области.
Решением Исполнительного комитета Свердловского областного Совета народных депутатов № 75 от 18 февраля 1991 года присвоен статус памятника архитектуры регионального значения.

## История
Особняк купца Д. И. Сбитнева
Усадьба была построена в конце XIX века, первым собственником был каменский торговец Сбитнев. Здание использовалось как магазин и частично как жилое.
Современное название особняк получил в честь своего следующего владельца — Василия Алексеевича Скворцова. Молодой специалист прибыл в Каменский Завод после учёбы на медицинском факультете Томского университета. Здесь он заведовал земской больницей. Скворцов проживал в доме Сбитнева, а впоследствии женился на его дочери и получил дом как часть приданого. В 1917 году возглавил Каменский волисполком. Арестован и расстрелян в конце 1930-х. Дом и прочее имущество было национализировано. Здание использовалось разными фирмами и конторами, в том числе, в доме размещался каменский отдел КГБ.
В 1991 году в здание произошёл сильный пожар. На сегодняшний день здание восстановлено.

## Архитектура
Здание двухэтажное прямоугольное в плане вытянуто по оси запад-восток. Главным является западный фасад, выходящий на улицу Революционную. Особняк формирует часть южной границы Соборной площади и гармонично вписан в ансамбль зданий.
Фундамент из бутового камня, стены кирпичные (несущие из полнотельного, декоративные элементы из фигурного). Основой архитектурный стиль это эклектика с элементами кирпичного кружева.
На первом этаже располагалась торговая лавка, на втором — жилые комнаты. В плане декора верхний этаж отличался от нижнего на три оконных оси. Проёмы, подоконный парапет, угловые стенки и фриз выполнены из декоративного кирпича. Все окна оформлены широкой каймой. Северный и восточный фасады оформлены проще, но в том же стиле и с такими же элементами. С восточного фасада поставлен широкий входной проём.